# Lantis
A Lantis Co., Ltd (株式会社ランティス; Hepburn: Kabusiki-gaisa Rantiszu) egy japán lemezkiadó, ami japán zenészek, animék és videójátékok zenéit adja ki. 1999. november 26-án alapították és 2006 májusában felvásárolta a Bandai Visual. Jelenleg a Namco Bandai leányvállalata.

## Zenészek
- ALI PROJECT
- Acumi Saori
- Ceui
- CooRie
- Csihara Minori
- Endoh Maszaaki
- Eufonius
- Faylan
- G.Addict
- Goto Juko
- GRANRODEO
- Hirano Aja
- Hasimoto Mijuki
- Itó Maszumi
- JAM Project
- Júki Aira
- Júmao
- Kagejama Hironobu
- Kitamura Eri
- Kita Súhei
- Kukui
- Kuribajasi Minami
- LAZY
- Little Non
- Meg Rock
- Mijazaki Ui
- Miszato Aki
- Morikava Tosijuki
- MOISAC.WAV
- Nacuko Aszo
- Nakahara Mai
- Nogava Szakura
- Ogata Megumi
- Okui Maszami
- OLDCODEX
- Ono Daiszuke
- Oranges & Lemons
- Rey
- Riryka
- R.O.N
- Sena
- Suara
- Szaszaki Szajaka
- Siina Hekiru
- Simizu Ai
- Sintani Rjoko
- SKE48
- Szuzuki Tacuhisza
- Szuzumura Kenicsi
- Teikoku Jousei
- Yozuca*
- YURIA